# Pandemia de COVID-19 en Cabo Verde
El primer caso de la pandemia de COVID-19 en Cabo Verde fue confirmado el 20 de marzo de 2020. Se trataba de un turista británico quien resultó además la primera víctima fatal de la enfermedad registrada en el país.
La economía del país está fuertemente vinculada al turismo y los desarrollos inmobiliarios vinculados a esa actividad. Se estima que la demanda de servicios turísticos volverá a los niveles de 2009, con la consecuente retracción económica. Por decisión de las autoridades, desde el 19 de marzo todas las conexiones aéreas internacionales a Cabo Verde se han suspendido, con el objetivo de controlar la propagación de la epidemia en el archipiélago.
Hasta el 4 de abril se han registrado 17,821 casos confirmados, 16,443 recuperaciones y 171 muertes. La tasa de letalidad (fallecidos respecto a confirmados) es del 0,95%.

## Antecedentes
El 12 de enero de 2020, la Organización Mundial de la Salud (OMS) confirmó que un nuevo coronavirus era la causa de una enfermedad respiratoria en un grupo de personas de Wuhan, Hubei, China, el virus fue reportado a la OMS el 31 de diciembre de 2019.
La tasa de mortalidad del COVID-19 ha sido mucho más baja que la del SARS de 2003, pero la transmisión ha sido significativamente más grande, con un número de muertes totales significativo.

## Cronología
El 20 de marzo, el primer caso en el país fue confirmado, un extranjero de 62 años del Reino Unido.
Dos casos más fueron confirmados el 21 de marzo. Ambos eran turistas, uno de Países Bajos de 60 años, y el otro de Reino Unido de 62 años. Tanto estos dos casos como el anterior provenían de la isla de Boa Vista. La primera muerte en el país fue anunciada el 24 de marzo, era del primer caso confirmado en Cabo Verde.
El 25 de marzo, un cuarto caso fue confirmado, un ciudadano nacional de 43 años quién había regresado de Europa, siendo el primer caso detectado en la capital del país, Praia, en la isla de Santiago. Al día siguiente, el 26 de marzo, el ministro de Salud anunció que la esposa del hombre también había dado positivo, siendo el primer caso por transmisión local confirmado.

## Prevención
Desde el 16 de marzo las pruebas son realizadas en Cabo Verde, en lugar del extranjero, por el Laboratorio de Virología de Cabo Verde, en Praia.
El 17 de marzo, como medida de contingencia, el Primer ministro Ulisses Correia e Silva anunció la suspensión de todos los vuelos provenientes de Estados Unidos, Brasil, Senegal, Nigeria, Portugal, y todos los países europeos afectados por el coronavirus, con excepciones para vuelos de cargo y vuelos para repatriar a ciudadanos que deseaban regresar al país. La prohibición también aplica al atraque de cruceros, veleros y al aterrizaje de pasajeros o de tripulación de buques de carga o barcos de pesca. Más excepciones fueron tomadas el día siguientes, y el nivel de contingencia fue aumentado el 27 de marzo.
Por su parte, la aerolínea Cabo Verde Airlines ya había tomado la decisión de suspender sus vuelos. Desde el 28 de febrero los vuelos a Milán fueron cancelados. El 6 de marzo, los vuelos a Lagos, Porto Alegre y Washington D. C. también fueron suspendidos. El 17 de marzo, acorde a la decisión de Gobierno, Cabo Verde Airlines suspendió todas sus otras rutas.
El 28 de marzo, por primera vez, fue declarado el estado de emergencia en Cabo Verde, implementando un conjunto de medidas orientadas a reducir el contacto social, y cerrando muchos negocios.